# Okręg wyborczy Mayo
Okręg wyborczy Mayo (ang. Division of Mayo) – jednomandatowy okręg wyborczy do Izby Reprezentantów Australii, położony w stanie Australia Południowa, na południe od Adelaide. Powstał przed wyborami parlamentarnymi w 1984 roku. Jego patronką jest lekarka i działaczka społeczna Helen Mayo.  

## Lista posłów
| okres urzędowania | poseł            | przynależność              |
| ----------------- | ---------------- | -------------------------- |
| 1984-2008         | Alexander Downer | Liberalna Partia Australii |
| 2008-2016         | Jamie Briggs     | Liberalna Partia Australii |
| od 2016           | Rebekha Sharkie  | Nick Xenophon Team         |

źródło: 